# Boerenschouw

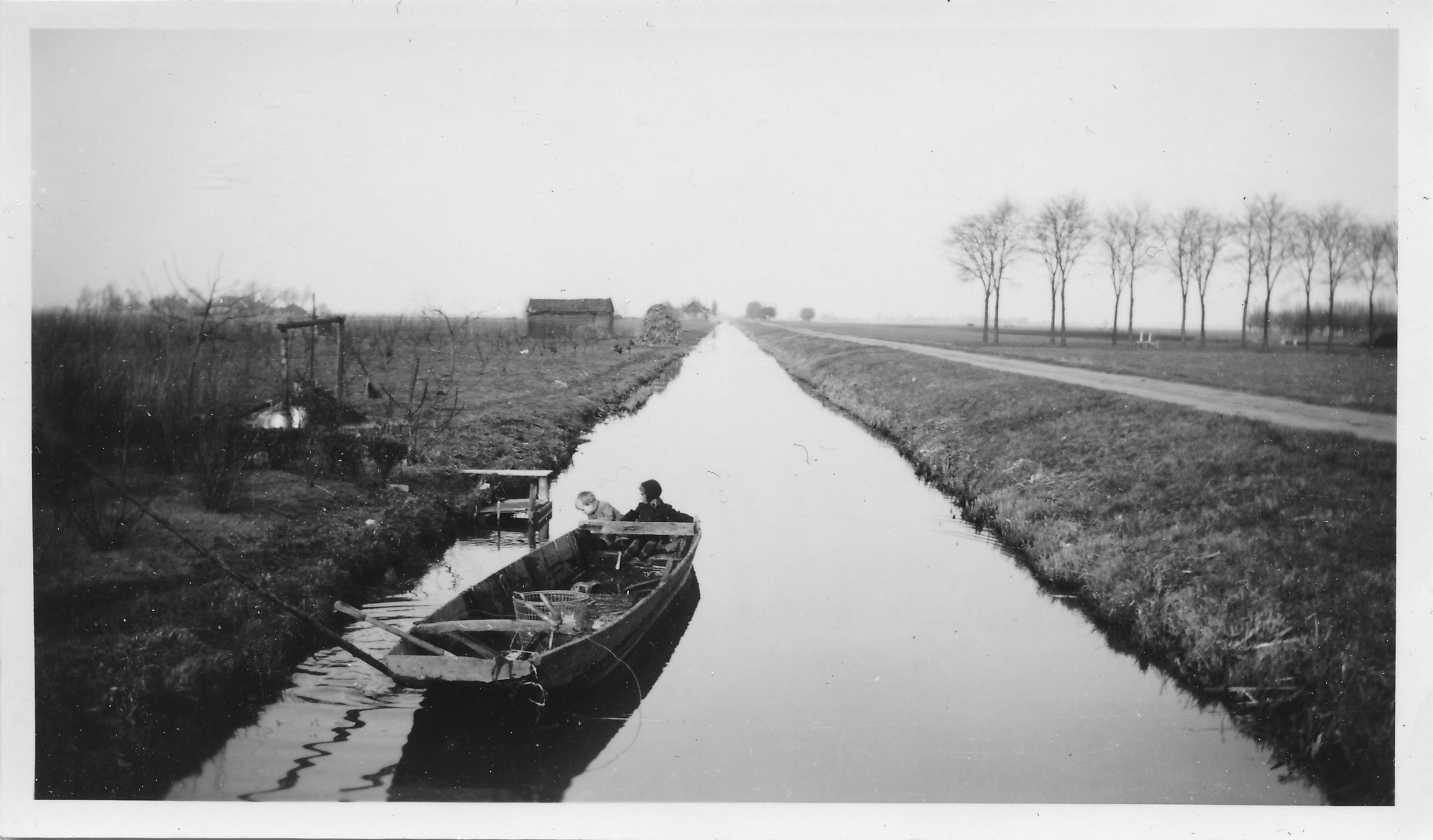
Boerenschouw (Zuidplaspolder 1951)

Een boerenschouw (ook bagger-, hooi-, melk- of polderschouw genoemd) is een houten, zwartgeteerde boot die door middel van een lange staak (vaarboom) wordt voortbewogen. Boerenschouwen werden vroeger als vervoermiddel gebruikt door boeren en tuinders in de Zuid-Hollandse polders, voorwegend ten zuiden van de Oude Rijn. Een boerenschouw lijkt op een praamschouw (praam), maar deze is veel groter.

## Kenmerken
De boerenschouw heeft een platte bodem, die aan het voor- en achtereind naar boven buigt, en twee zijboorden. Hij is over de hele lengte bijna even breed en heeft daardoor van boven gezien een bijna rechthoekige vorm. De boerenschouw was er in verschillende maten, van ongeveer vijf tot ruim zeven meter lang.

## Gebruik
Vroeger waren de gecultiveerde percelen in een polder niet of moeilijk met paard en wagen te bereiken, maar wel via een brede sloot of een tocht. Daarom was de boerenschouw hier het aangewezen vervoermiddel. Veehouders gebruikten hem voor het vervoer van de melkbussen naar het weiland, voor het transporteren van gier en stalmest en voor het binnenhalen van het hooi. Tuinders gebruikten de schouw om groenten te vervoeren, soms zelfs naar de markt of de veiling. De boerenschouw werd ook gebruikt voor baggerwerkzaamheden. Naarmate meer en meer percelen via een brug of dam voor voertuigen bereikbaar werden, nam het gebruik van de boerenschouw geleidelijk af. Tegenwoordig is het door de vele bruggen en dammen bijna niet meer mogelijk om de sloten in een polder met een boerenschouw te bevaren.

## Afbeeldingen

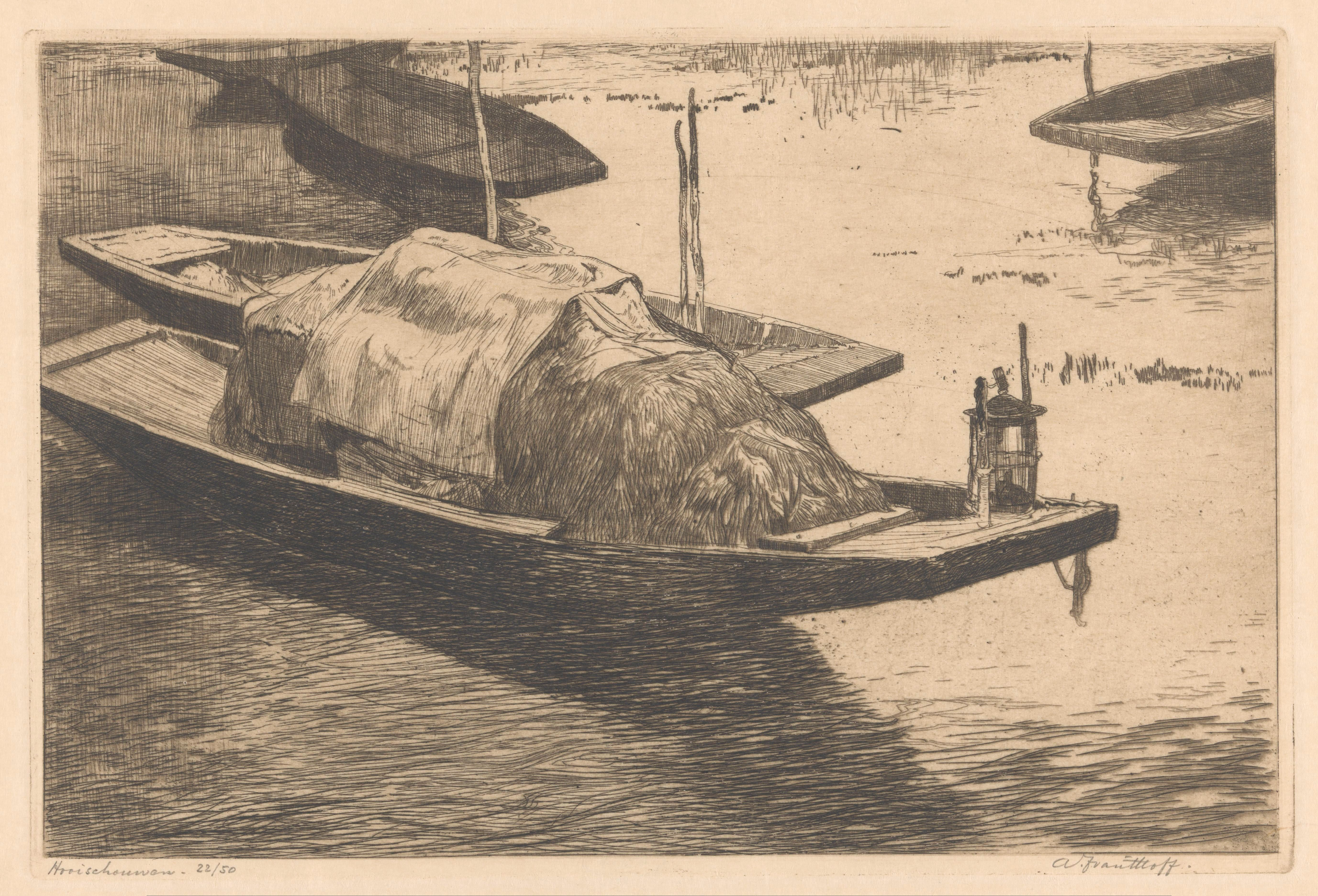
Hooischouwen (Adriaan J. van 't Hoff, tussen 1908 en 1932)